# Tongatapu

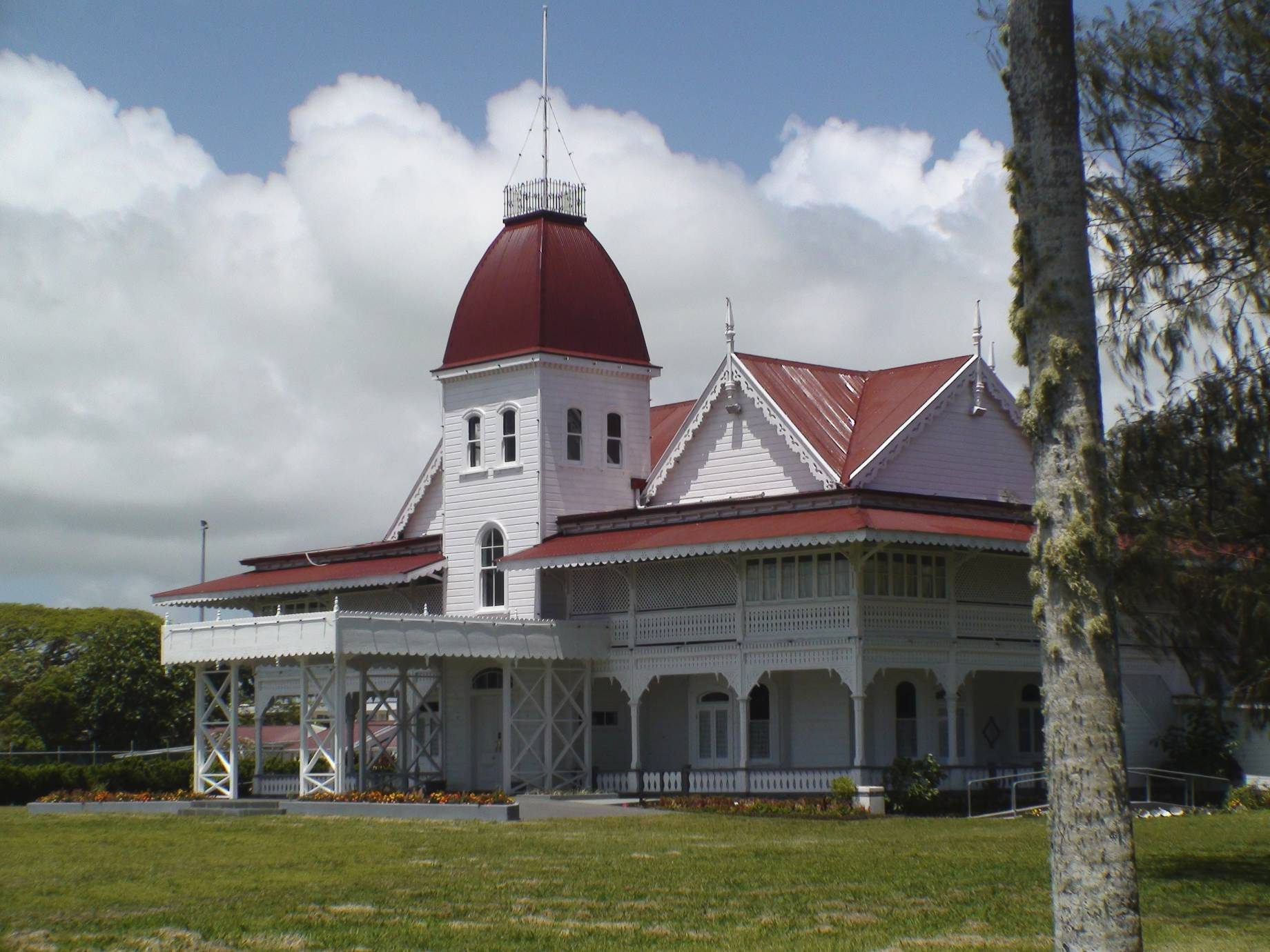
Cung điện Hoàng gia.

Tongatapu là đảo lớn nhất tại Tonga và là nơi thủ đô Nukuʻalofa toạ lạc. Nó nằm trong nhóm đảo miền nam Tonga, và là đảo đông dân nhất của đất nước, với chừng 71.260 dân (2006), 70,5% dân số toàn Tonga, với diện tích 260 kilômét vuông (100 dặm vuông Anh). Điểm cao nhất trên đảo cao 65 mét (213 foot). Tongatapu là trung tâm chính trị Tonga và là nơi đặt cung điện hoàng gia.